# Liste der Biografien/Bub
Liste der Biografien |
Portal Biografien |
Personensuche
# |
A |
B |
C |
D |
E |
F |
G |
H |
I |
J |
K |
L |
M |
N |
O |
P |
Q |
R |
S |
T |
U |
V |
W |
X |
Y |
Z |
?
 
Ba |
Be |
Bd |
Bg |
Bh |
Bi |
Bj |
Bl |
Bm |
Bn |
Bo |
Br |
Bs |
Bu |
Bw |
By |
Bz
 
Bua |
Bub |
Buc |
Bud |
Bue |
Buf |
Bug |
Buh |
Bui |
Buj |
Buk |
Bul |
Bum |
Bun |
Buo |
Buq |
Bur |
Bus |
But–Buz
Die Liste der Biografien führt alle Personen auf, die in der deutschsprachigen Wikipedia einen Artikel haben. Dieses ist eine Teilliste mit 133 Einträgen von Personen, deren Namen mit den Buchstaben „Bub“ beginnt.

## Bub
- Bub, Dieter (* 1938), deutscher Filmemacher und Schriftsteller
- Bub, Hans (1922–1995), deutscher Ornithologe
- Bub, Natascha (* 1967), deutsche Schauspielerin
- Bub, Wolf-Rüdiger (1947–2022), deutscher Rechtsanwalt und Hochschullehrer

### Buba
- Buba, Pasquale (1946–2018), US-amerikanischer Filmeditor
- Buba, Tony (* 1943), US-amerikanischer Filmemacher
- Bubach, Bettina (* 1974), deutsche Juristin und Richterin am Bundesarbeitsgericht
- Buback, Michael (* 1945), deutscher Chemiker und Hochschullehrer, Sohn von Siegfried Buback
- Buback, Siegfried (1920–1977), deutscher Jurist; Generalbundesanwalt am Bundesgerichtshof in KarlsruheSiegfried Buback (1920–1977)

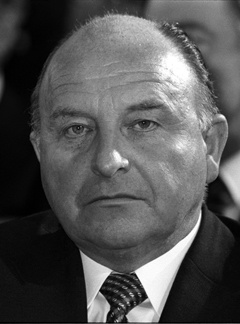
Siegfried Buback (1920–1977)

- Buballa, Daniel (* 1990), deutscher Fußballspieler
- Bubalo, Milan (* 1990), serbischer Fußballspieler
- Bubalo, Stanko (* 1973), kroatischer Fußballspieler
- Bubalović, Christian (* 1991), österreichischer Fußballspieler
- Bubamara, Dara (* 1976), serbische Turbofolk-Sängerin
- Bubani, Dionis (1926–2006), albanischer Schriftsteller
- Bubanja, Marko (* 1996), österreichischer Judoka
- Bubanović, Silvester (1754–1810), kroatischer Geistlicher, Bischof von Križevci
- Bubares, persischer Adliger, Ingenieur
- Bubat, Eva (1914–2002), deutsche Schauspielerin und Hörspielsprecherin

### Bubb
- Bubb, Heiner (* 1943), deutscher Arbeitswissenschaftler
- Bubb, Les (* 1969), britischer Pantomime und Schauspieler
- Bubba Sparxxx (* 1977), US-amerikanischer Hip-Hop-MusikerBubba Sparxxx (* 1977)

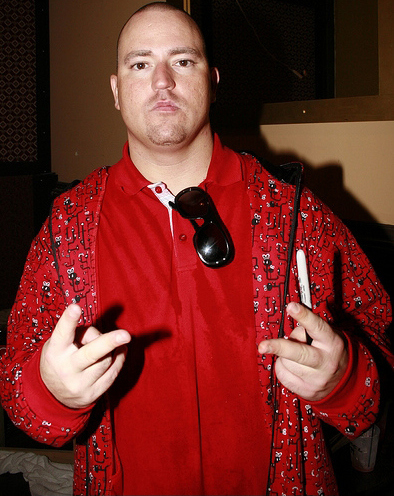
Bubba Sparxxx (* 1977)

- Bubbe, Hans Ferdinand (1873–1961), deutscher Schulmann und Heimatforscher
- Bubbe, Johannes (1687–1741), deutscher Arzt und Heimatforscher
- Bubbe, Walter (1890–1970), deutscher Klassischer Philologe und Gymnasiallehrer
- Bubbel, Simson (* 1986), deutscher Schauspieler
- Bubbel, Tanja (* 1977), deutsche Drehbuchautorin und Regisseurin
- Bubbiotti, Simone, italienischer Jazzmusiker (Gitarre)
- Bubbles, Barney (1942–1983), englischer Grafiker und Designer
- Bubbles, John (1902–1986), US-amerikanischer Stepptänzer, Sänger und Schauspieler
- Bubbnik, Günter (* 1980), österreichischer Schauspieler

### Bube
- Bube, Adolf (1802–1873), thüringischer Dichter und Archivar
- Bube, Andreas (* 1987), dänischer Mittelstreckenläufer, Sprinter und Hürdenläufer
- Bube, Beate (* 1964), deutsche Juristin
- Bube, Conrad (1828–1894), deutscher Mechaniker, Fabrikant und Senator
- Bubeck, Bernd (* 1949), deutscher Nuklearmediziner und Hochschullehrer
- Bubeck, Wilhelm (1850–1891), Schweizer Architekt
- Bubel, Gerhard (1929–2020), deutscher Politiker (SPD), MdA
- Bubel, Leszek (* 1957), polnischer Politiker der PPN, Mitglied des Sejm
- Bubelytė, Klaudija (* 2003), litauische Tennisspielerin
- Buben, Milan (* 1946), tschechischer Heraldiker und Historiker
- Bubenberg, Adrian I. von († 1479), Schultheiss der Stadt Bern und Held der Schlacht bei MurtenAdrian I. von Bubenberg († 1479)

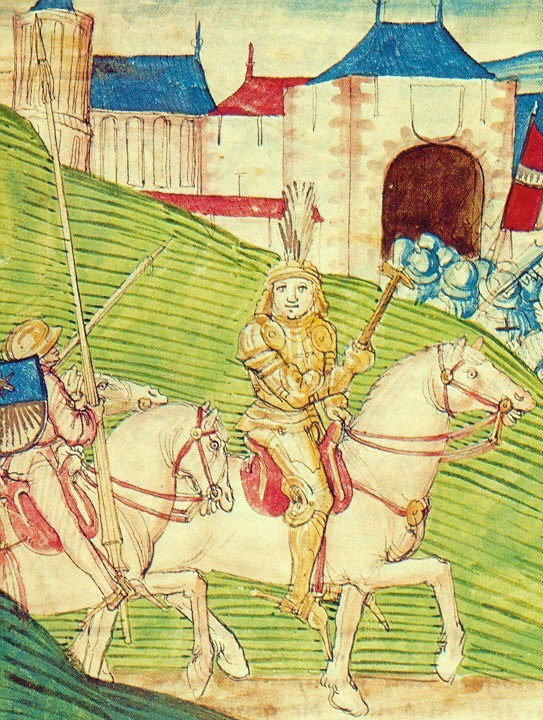
Adrian I. von Bubenberg († 1479)

- Bubenberg, Adrian II. von († 1506), Schweizer Ritter
- Bubenberg, Heinrich IV. von (1407–1464), Schultheiss von Bern und Freiherr zu Spiez
- Bubenberg, Johann II. von, Mitglied der Berner Stadtadelsfamilie von Bubenberg; Berner Schultheiss und Ritter
- Bubenberg, Johann III. von, Berner Patrizier, Schultheiss und Ritter
- Bubendey, Johann Friedrich (1848–1919), deutscher Wasserbauingenieur, Baubeamter und Hochschullehrer
- Bubendey, Jürgen (* 1948), deutscher Diplomat
- Bubendorfer, Thomas (* 1962), österreichischer Extrembergsteiger und Autor
- Bubendorfer-Licht, Sandra (* 1969), deutsche Politikerin (FDP), MdB
- Bubenheim, Alexander (* 1962), deutscher Filmkomponist
- Bubenheim, Claudia (* 1971), deutsche Fußballspielerin
- Bubenheim, Frank (* 1952), deutscher Übersetzer islamischer Texte
- Bubenheimer, Ulrich (* 1942), deutscher Theologe, Kirchenhistoriker und Hochschullehrer
- Bubenheimer-Erhart, Friederike (* 1966), deutsche Klassische Archäologin
- Bubenhofer, Noah (* 1976), Schweizer Sprachwissenschaftler
- Bubeníček, Jiří (* 1974), tschechischer Balletttänzer und Choreograph
- Bubeníček, Oldřich (* 1953), tschechischer Politiker, Hejtman der Region Ústí
- Bubeníček, Otto (* 1974), tschechischer Balletttänzer, Komponist und Bühnenbildner
- Bubenik, Gernot (* 1942), bildender Künstler
- Bubenik, Wolfgang (* 1981), österreichischer Fußballspieler
- Bubenko, Adalberts (1910–1983), lettischer Geher
- Bubentschikow, Igor Sergejewitsch (* 1966), russischer Schauspieler
- Bubenzer, Franz (1872–1934), deutscher Architekt, Portraitmaler, Schauspieler und Regisseur, Autor und Theaterleiter sowie Fotograf
- Bubenzer, Karl (1900–1975), deutscher Politiker (NSDAP), MdR und stellvertretender Reichstierärzteführer
- Bubenzer, Otto (1878–1973), deutscher Architekt
- Bubeqi, Agim (* 1963), albanischer Fußballspieler
- Buber, Martin (1878–1965), österreichisch-israelischer jüdischer ReligionsphilosophMartin Buber (1878–1965)

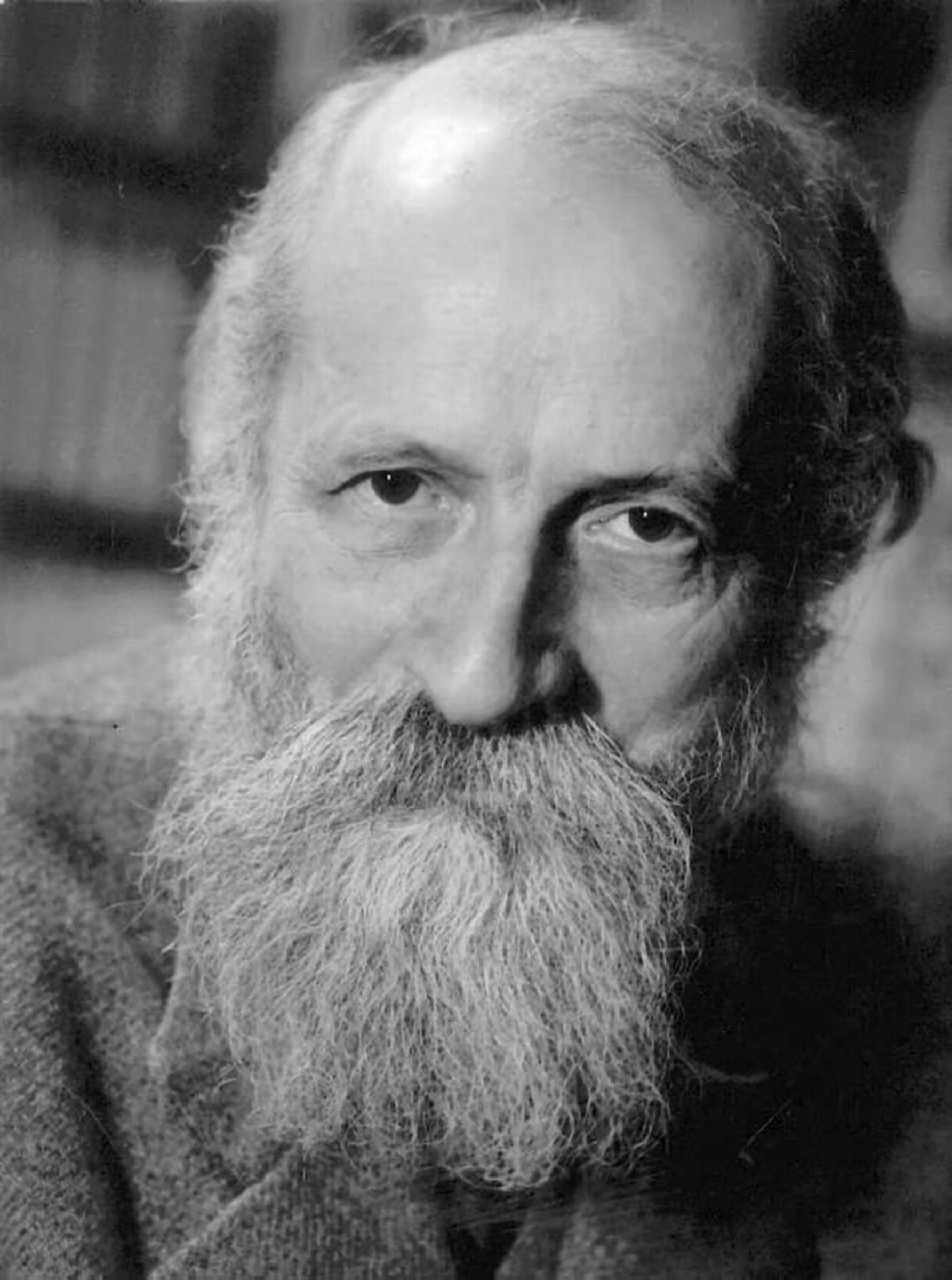
Martin Buber (1878–1965)

- Buber, Paula (1877–1958), Schriftstellerin
- Buber, Salomon (1827–1906), jüdischer Gelehrter
- Büber, Yeşim (* 1977), türkische Schauspielerin
- Buber-Neumann, Margarete (1901–1989), deutsche Publizistin
- Buberl, Alfred (1923–2010), österreichischer Journalist und Kfz-Historiker
- Buberl, Andreas (1832–1907), Militärarzt, Kurarzt und Volkstumsforscher des Egerlandes
- Buberl, Paul (1883–1942), österreichischer Kunsthistoriker
- Buberl, Thomas (* 1973), deutscher Manager
- Buberník, Titus (1933–2022), tschechoslowakischer Fußballspieler und -trainer
- Bubert, Jean-Luc (* 1979), deutscher Schauspieler
- Bubert, Walter (1886–1950), deutscher Politiker (SPD), MdR, MdL

### Bubi
- Bubik, István (1958–2004), ungarischer Schauspieler
- Bubik, Michael (* 1960), österreichischer evangelischer Pfarrer
- Bubikoğlu, Gülşen (* 1954), türkische Schauspielerin
- Bubis, Ignatz (1927–1999), deutscher Politiker (FDP), Vorsitzender des Zentralrates der Juden in Deutschland (1992–1999)

### Bubk
- Bubka, Serhij (* 1963), ukrainischer Stabhochspringer und OlympiasiegerSerhij Bubka (* 1963)

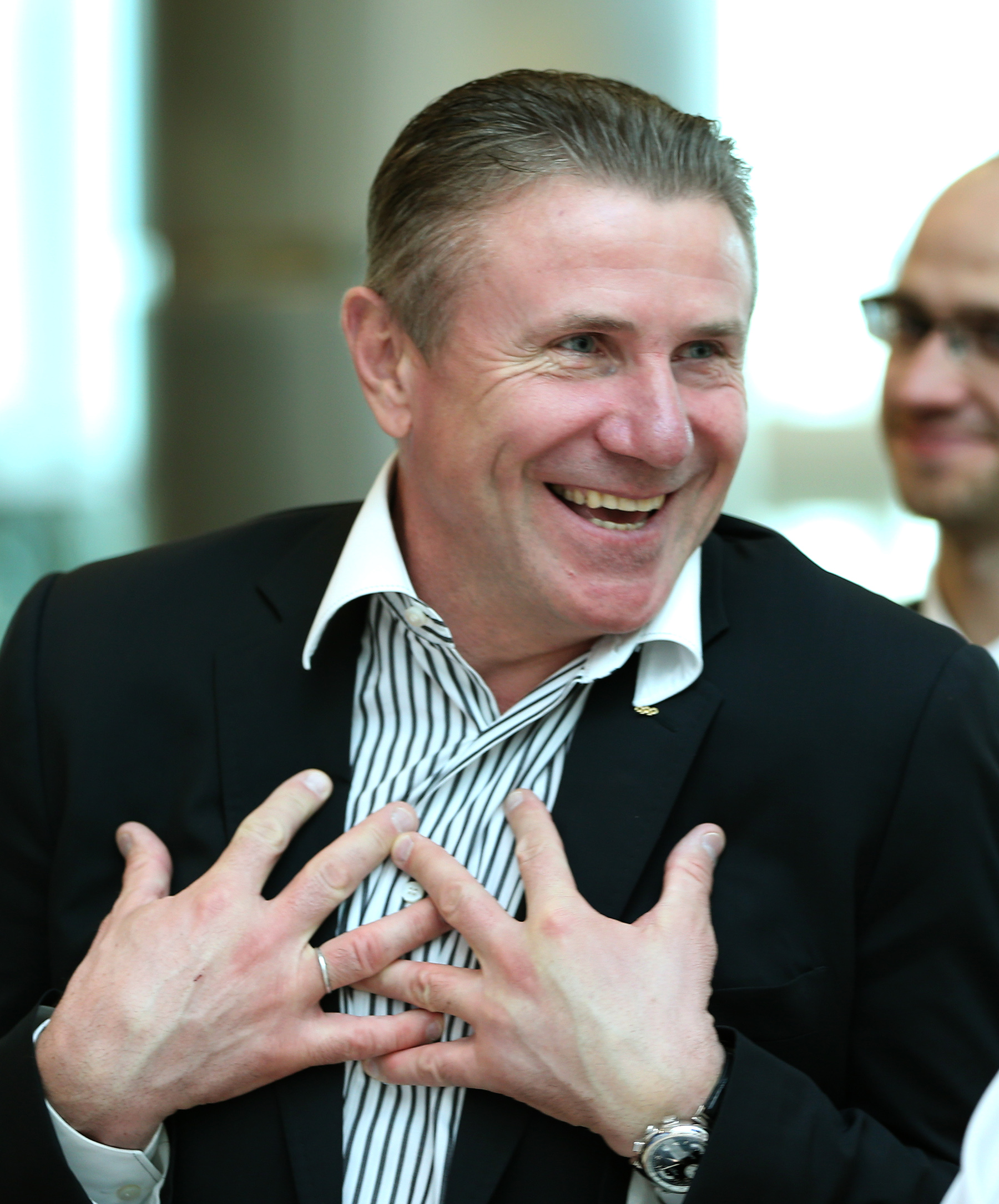
Serhij Bubka (* 1963)

- Bubka, Serhij (* 1987), ukrainischer Tennisspieler
- Bubka, Wassyl (* 1960), ukrainischer Stabhochspringer
- Bubke, Anne-Marie (* 1967), deutsche Schauspielerin und Hörspielsprecherin

### Bubl
- Bübl, Andreas (* 1968), österreichischer Fotograf
- Bübl, Selina (* 1992), österreichische Musikerin
- Bubla, Jiří (* 1950), tschechoslowakischer Eishockeyspieler
- Bublan, František (* 1951), tschechischer Politiker und Theologe
- Bublath, Joachim (* 1943), deutscher Physiker und Fernsehmoderator
- Bublath, Matthias (* 1978), deutscher Jazzmusiker (Piano, Keyboard, Orgel, Komposition)
- Buble, Lidia (* 1993), rumänische Sängerin
- Bublé, Michael (* 1975), kanadisch-italienischer Sänger
- Bubley, Ernest (1912–1996), englischer Tischtennisspieler
- Bubley, Esther (1921–1998), US-amerikanische Fotografin
- Bublienė, Danguolė (* 1972), litauische Richterin
- Bublies, Dirk (* 1968), deutscher Synchronsprecher und Theater-Schauspieler sowie Hörspielsprecher
- Bublies-Leifert, Gabriele (* 1967), deutsche Hundezüchterin und Politikerin (Die Föderalen, ehemals AfD), MdL
- Bublik, Alexander (* 1997), kasachischer TennisspielerAlexander Bublik (* 1997)

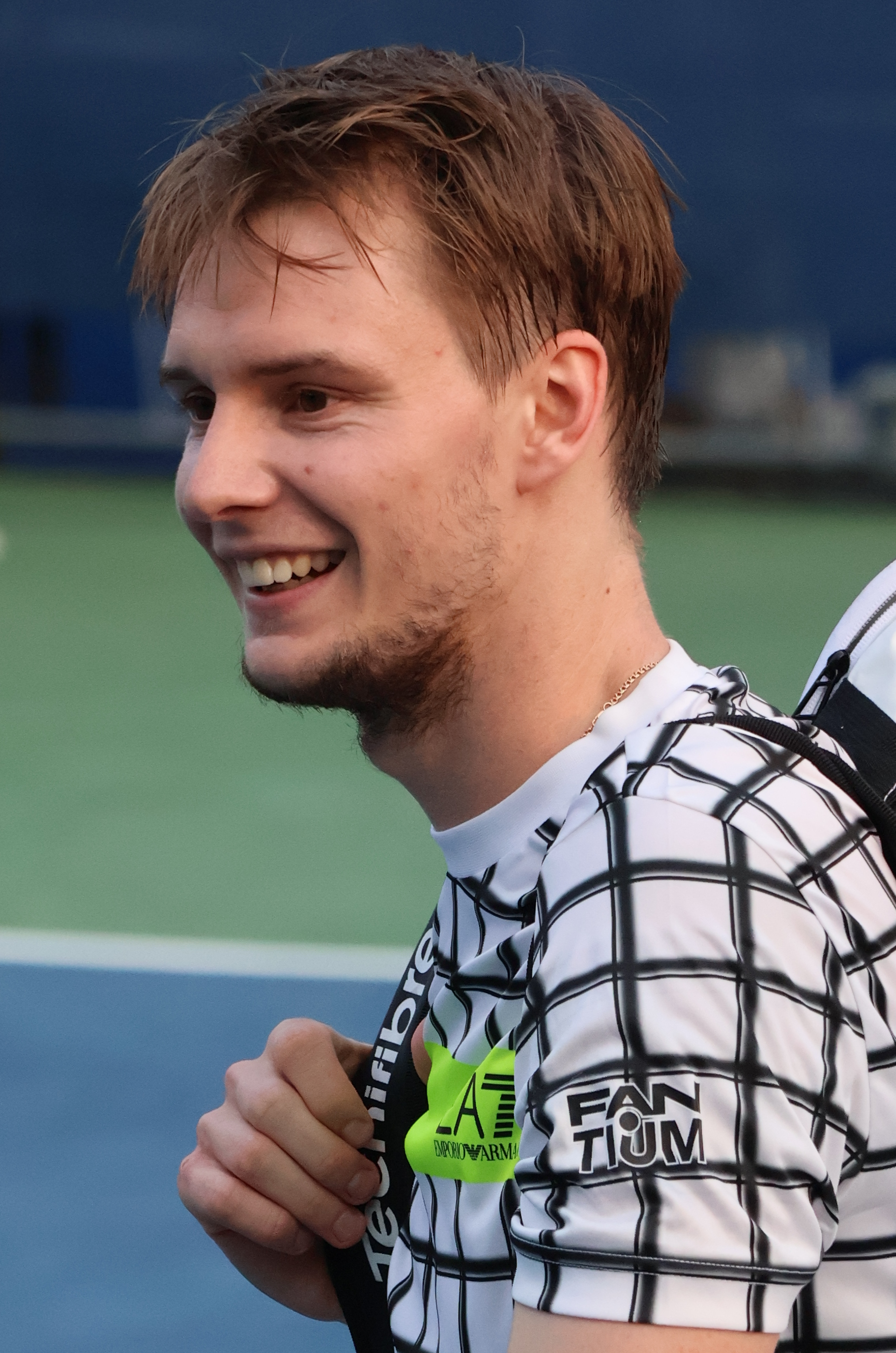
Alexander Bublik (* 1997)

- Bublitz, Hannelore (* 1947), deutsche Soziologin
- Bublitz, Hans-Waldemar (1910–1986), deutscher Schauspieler, Autor, Regisseur
- Bublitz, Siv (* 1960), deutsche Verlegerin
- Bublitz, Wolfram (* 1947), deutscher Anglist, Sprachwissenschaftler und Hochschullehrer
- Bublová, Ilona (* 1977), tschechische Skilangläuferin und Mountainbikefahrerin

### Bubm
- Bubmann, Peter (* 1962), evangelischer Theologe, Kirchenmusiker und Komponist

### Bubn
- Bubna und Littitz, Ferdinand von (1768–1825), österreichischer Feldmarschallleutnant
- Bubnenkowa, Swetlana Jurjewna (* 1973), russische Radrennfahrerin
- Bubner, Janine (* 1991), deutsche Radsportlerin
- Bubner, Karl (1902–1987), deutscher Jurist und Politiker (NSDAP)
- Bubner, Rüdiger (1941–2007), deutscher Philosoph, Professor für Philosophie an der Universität Heidelberg
- Bubnevych, Artur (* 1975), ukrainisch-US-amerikanischer ruthenisch griechisch-katholischer Geistlicher, Bischof der Eparchie Phoenix
- Bubnij, Mychajlo (* 1970), ukrainischer Ordensgeistlicher und Erzbischöflicher Exarch von Odessa
- Bubník, Gustav (1928–2017), tschechoslowakischer Eishockeyspieler und -trainer
- Bubník, Vlastimil (1931–2015), tschechoslowakischer Eishockey- und Fußballspieler
- Bubnjić, Igor (* 1992), kroatischer Fußballspieler
- Bubnoff, Serge von (1888–1957), russischer Geologe und Geotektoniker
- Bubnovičs, Aleksandrs (1888–1962), lettischer Fußballspieler
- Bubnow, Andrei Sergejewitsch (1883–1938), russischer Politiker (KPdSU) und Revolutionär
- Bubnow, Iwan Grigorjewitsch (1872–1919), russischer Schiffbauingenieur und Mathematiker, Generalmajor
- Bubnow, Nikolai Michailowitsch (* 1858), ukrainischer Mathematikhistoriker
- Bubnowa, Warwara Dmitrijewna (1886–1983), sowjetische Malerin, graphische Künstlerin and Pädagogin
- Bubnys, Vytautas Jurgis (1932–2021), litauischer Schriftsteller und Politiker, Mitglied des Seimas

### Bubo
- Bubola, Massimo (* 1954), italienischer Cantautore, Komponist und Plattenproduzent
- Bubolz, Georg (* 1951), deutscher Theologe, Erziehungswissenschaftler und Philosoph
- Bubolz, Ulrich (* 1981), deutscher Feldhockeyspieler
- Bubolz-Lutz, Elisabeth (* 1949), deutsche Erziehungswissenschaftlerin und Geragogin
- Bubonyi, Zoltán (1935–2017), ungarischer Tischtennisspieler

### Bubr
- Bubrowski, Helene (* 1981), deutsche Journalistin und JuristinHelene Bubrowski (* 1981)

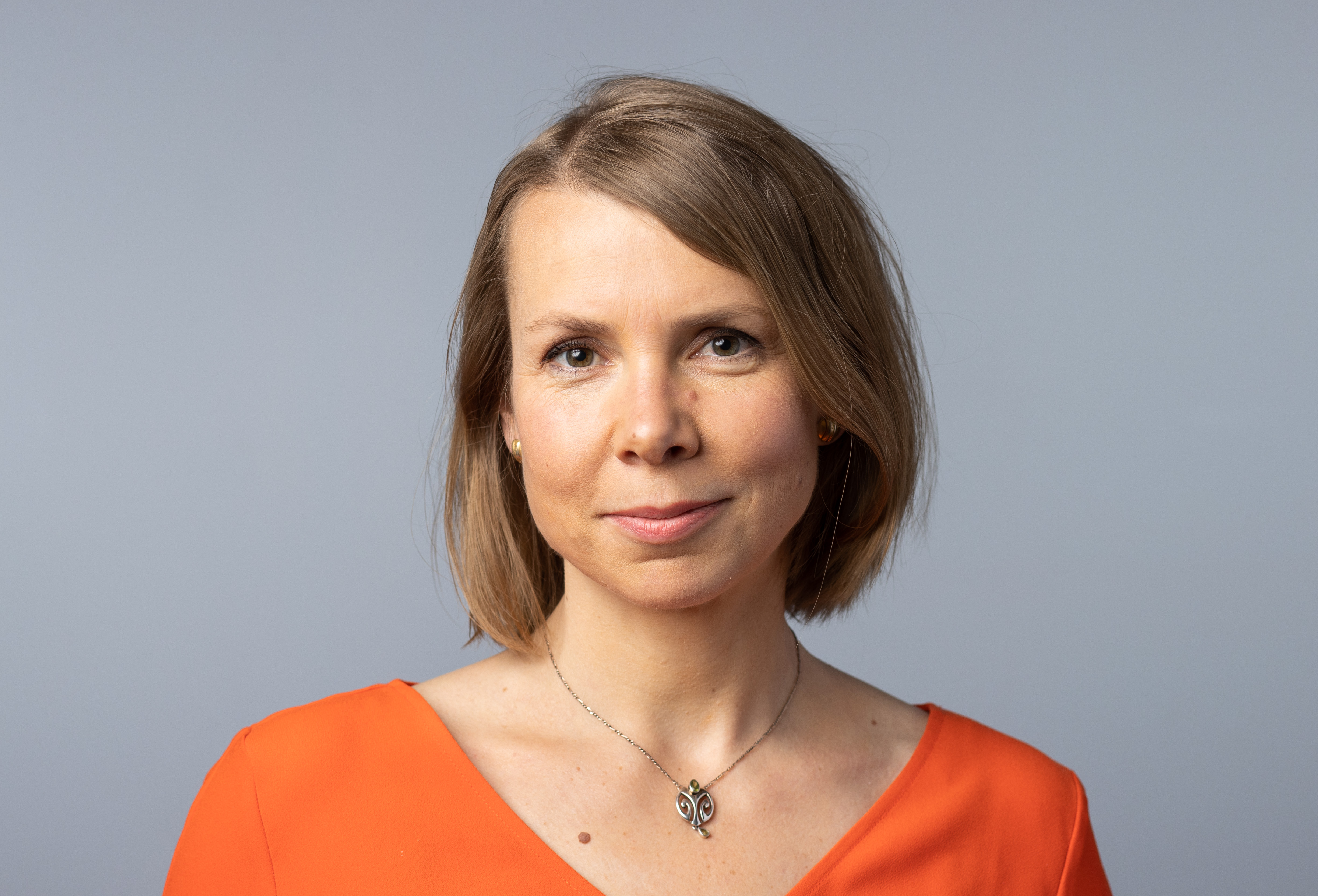
Helene Bubrowski (* 1981)

### Bubu
- Bubukin, Walentin Borissowitsch (1933–2008), sowjetischer Fußballspieler und -trainer
- Bubulcus, Bischof von Windisch-Konstanz

### Bubw
- Bubwith, Nicholas († 1424), englischer Kleriker, Bischof von Bath und Wells